# Бадива Степан Спиридонович
Степа́н Спиридо́нович Бадива (27 березня 1904, Ромни — 1 березня 1993, Шостка) — санітарний лікар, заслужений лікар УРСР. Кавалер ордена «Знак Пошани», нагороджений Почесною грамотою Президії ВР УРСР.

## Життєпис
Степан Спиридонович Бадива народився 27 березня 1904 року у родині робітників. Закінчив робітничий факультет, а 1932 року — Харківський медичний інститут.
Працював санітарним лікарем Горського рудника, з 1933 року — завідувачем санітарної епідеміологічної станції та старшим державним санітарним інспектором у місті Кадіївка. Учасник Німецько-радянської війни.
З 1946 року старший державний санітарний інспектор та, згодом, головний лікар Шосткинської санітарної епідеміологічної станції. У 1974—1991 — лікар-паразитолог Шосткинської санітарної епідеміологічної станції. За ініціативи Степана Спиридоновича Бадиви у Шостці збудовано комплексні очисні споруди та створено міські «зелені зони».
Депутат Шосткинської міської ради. Автор 9 наукових праць.
Помер 1 березня 1993 року в місті Шостка.